# 九ちゃんのでっかい夢
『九ちゃんのでっかい夢』（きゅうちゃんのでっかいゆめ）は、1967年1月2日に、松竹が制作、公開した山田洋次監督の映画。カラー、ワイド、89分。

## ストーリー
横浜の舞台芸人・源九太郎（坂本九）はガンを告知され、生きる希望を失う。自殺を試みるがどうしても死に切れず、ポンさん（谷幹一）に殺し屋（佐山俊二）を依頼する。一方、スイスの古城に住む大富豪の老嬢は、死に臨んで莫大な遺産を、かつての日本人の恋人の孫である九太郎に送ろうとし、代理人（ジェリー藤尾）を日本に送る。しかし、老嬢の唯一人の縁者であるポウ氏（大泉滉）は、遺産を独り占めすべく殺し屋（E・H・エリック）を雇って日本に送り込む。九太郎の病状を心配する喫茶店のあいちゃん（倍賞千恵子）は、病院に赴き主治医（犬塚弘）を問いただすと、意外な真実が……。

## スタッフ
- 監督：山田洋次
- 脚本：山田洋次、大嶺俊順、熊谷勲、宮崎晃
- 原作：三木洋　“消えた動機”より[1]
- 製作：脇田茂
- 撮影：高羽哲夫
- 美術：重田重盛
- 音楽：山本直純
- 照明：青木好文
- 編集：石井巌
- 録音：小尾幸魚
- 調音：松本隆司
- 監督助手：大嶺俊順
- 装置：小島勝男
- 進行：柴田忠
- 現像：東洋現像所
- 製作主任：馬道昭三
- 主題歌　東宝レコード　街角の歌　夢はどこにある　作詞作曲　浜口庫之助　編曲　服部克久　唄　坂本九
- 舞踏　“愛の夢”　編曲　前田憲男　振付　浦辺日佐夫　出演　スタジオNo.1ダンサーズ
- 映倫：14765
- 松竹・マナセプロ提携作品

スタッフ本編クレジット表記順

## キャスト
- 源九太郎：坂本九
- 風見愛子：倍賞千恵子
- 平清彦：竹脇無我
- 代理人弁護士：ジェリー藤尾
- スチュワーデス：九重佑三子
- ポンさん：谷幹一
- 殺し屋・竜：佐山俊二
- 殺し屋・カルダン：E・H・エリック
- 喫茶店店主：齋藤達雄
- エドワード・アラン・ポウ氏：大泉滉
- 劇場主：渡辺篤
- 占い師：左卜全
- コメディアン：三波伸介
- コメディアン：戸塚睦夫
- コメディアン：伊東四朗　てんぷくトリオ
- 一竜斉貞花
- 谷よしの
- 川島照満
- 西村和子
- 和田蓉子
- 島伸行
- 園田健二
- 後藤泰子
- 戸川美子
- 椿淳司
- 大久保敏男
- 山岡襄
- 尾和義三郎
- 高杉和宏
- 加登秀樹
- 山田浩策
- 樫明男
- 出口玉枝
- 可香谷静代
- 秋田のり子
- 吉田仁美
- 柏田旦子
- 富田千鶴子
- 柏木緑
- 泉真喜
- 大河内教授：犬塚弘
- 南原医局員：桜井センリ
- 神父：石橋エータロー
- 旅館主人：有島一郎〈東宝〉特別出演
- クリスティーネ・シュナイデル：（ノンクレジット）
- 源九郎（写真）：（ノンクレジット）

本編クレジット表記順

## 映像ソフト
- 1998年1月25日に「松竹ホームビデオ」からビデオソフト（VHS）化されたが廃盤、2005年6月29日より松竹からDVDが発売されている。

## その他
- 原作者の三木洋は小林信彦のペンネームである。坂本九主演の映画が企画される際、坂本主演のテレビ番組の脚本を担当していた小林に松竹から相談があり、小林の過去短編小説「消えた動機」（1959年発表）を紹介して映画化されることになった[2]。山田洋次が監督・脚本に決まる前の段階で、作品の出来を心配して、原作者名を仮名（三木洋）にしたという[2]。
- 劇中で『泣いてたまるか』の「かわいい怪獣ナキラ」のナキラの着ぐるみが登場する。

## 同時上映
『シンガポールの夜は更けて』
- 原作：成澤昌茂 / 脚本：成澤昌茂・桜井義久 / 監督：市村泰一 / 主演：橋幸夫
- 橋幸夫の同名の曲を映画化。